# 大苞悬钩子
大苞悬钩子（学名：Rubus wangii）是蔷薇科悬钩子属的植物，为中国的特有植物。分布于中国大陆的广东、广西等地，生长于海拔900米至1,500米的地区，常生于生山坡石上向阳处林中或山谷疏林中，目前尚未由人工引种栽培。